# チャリティー

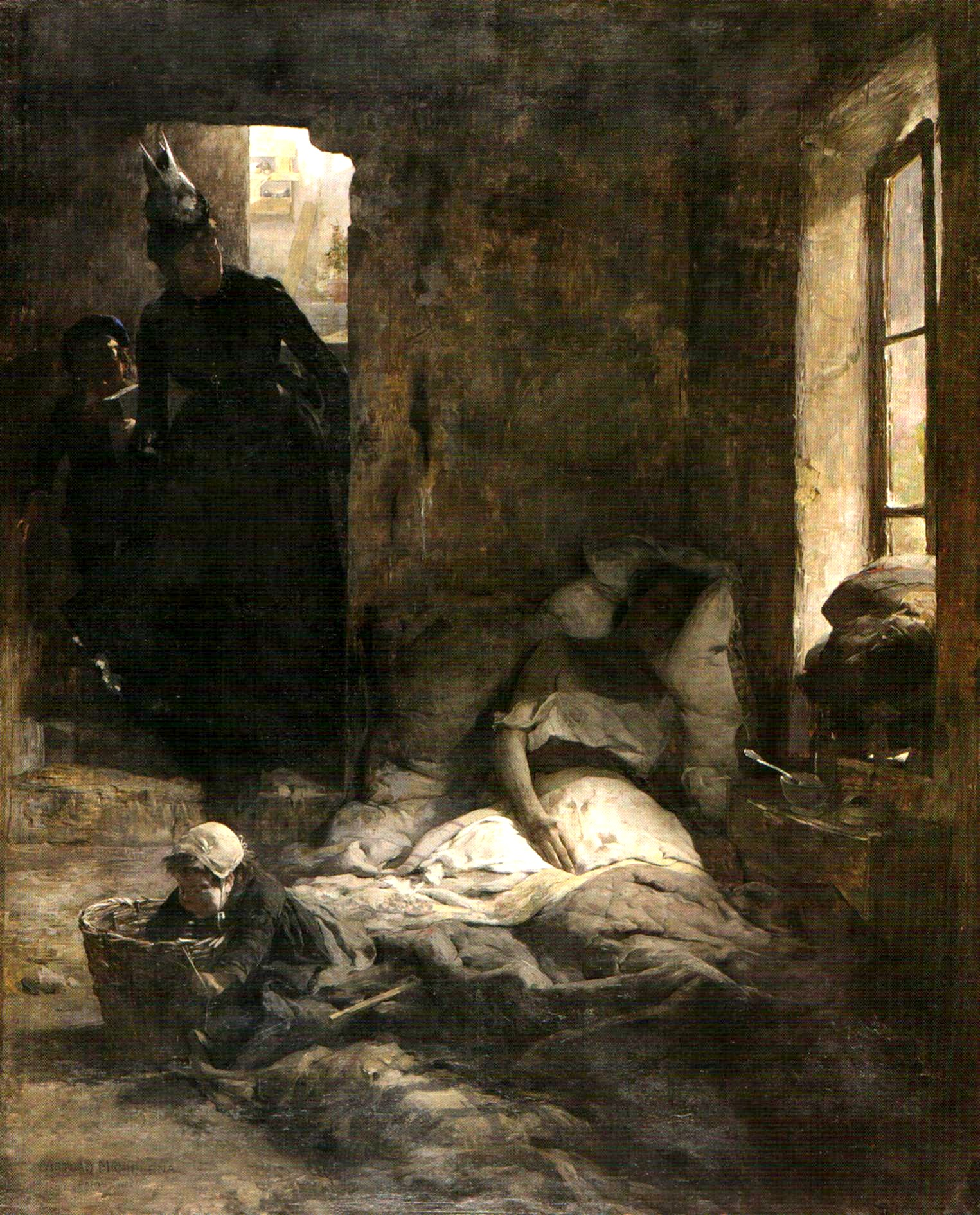
1888年

チャリティー（英: charity）とは、慈愛・慈善・博愛または同胞愛の精神に基づいて行われる公益的な行為・活動のこと。
語源は「親切」を意味する古代ギリシャ語「カリス」（希: χάρις）及びそのラテン語形「カリタス」（羅: charitas）から。
世界各地でチャリティーの活動・組織が見られ、宗教的な背景を持つことも多い。
チャリティーはしばしば、身体障害者や高齢者などに対する社会福祉、貧困地域の飢餓救済、紛争地域の難民救済、または災害・事故・犯罪などの犠牲者や遺族に対する支援活動などといった形態をとるが、本来的には以上の活動にとどまらず、社会に対する貢献全般がチャリティーであると言える。
また、チャリティーに係る費用は寄付・寄進によって支弁されることが多い。

## 略史
世界各地で普遍的に存在するチャリティーだが、その起源には地域によって差異が見られる。
農業の発達に伴って文明が成長していくと、富の集中が発生し、社会内部に格差が生じる。すると、格差を緩和するための自然的な反応として、一方では宗教が生まれ、一方では富の再分配が行われた。多くの文明では、両者は密接な関係を構築していき、富の再分配には宗教的な意味合いが与えられるようになった。その一例がインドで生まれた喜捨であり、これは仏教とともに東南アジアおよび東アジアへもたらされた。イスラム教でも神の教えに従って、ザカート・サダカの喜捨が、ムスリムの重要な行為に位置づけられている。
キリスト教が伝来する以前のヨーロッパ氏族社会においても、貧困者や病人に対する扶助行為があったと考えられているが、これら弱者はあくまで社会の中の劣位者とされていた。しかし、貧者に積極的な意味を見出し、隣人として救済することを教義の一つとするキリスト教がヨーロッパに登場すると、チャリティー活動とキリスト教精神とが結合し、教会を中心として積極的なチャリティー活動が行われるようになった。しかし教会によるチャリティー活動も、修道士の『霊的救済』という側面が非常に強く、チャリティーを受ける貧困者の立場に立ったものとはいえず、チャリティーとしての限界があった。
中世ヨーロッパ期には、都市で成長した商工業者によるギルドがフラタニティを結成し、教会と並んでチャリティー活動を展開した。近代ヨーロッパ期になると、市民社会の成長とともにチャリティーとキリスト教的背景との分離が進む。スイスの宗教改革者たちの意見によれば、ローマ教会の「むやみやたらに施しを与えるという見せかけの慈善を認めていた」ことに対抗するために「真のキリスト教徒は勤勉と倹約の徳を」と強く主張しなければならなかった背景があったという。さらに産業革命期に入った後は、産業界の成功者らによるチャリティー活動が盛んになった。この時期のチャリティーは宗教的な色彩を薄めており、チャリティーの世俗化とも言われるが、実業家らは多分に自己満足としてチャリティーを実施しているところがあった。そのため、彼らのチャリティーは個人的な活動であると言え、決して計画的・組織的なものではないという限界があった。
イギリスでは17世紀の終わりごろから自発的な諸個人によって組織されたチャリティー団体が出現しはじめ、慈善はイギリスの国民性と言われるほどの盛り上がりをみせた。19世紀以前のイギリスでは慈善活動は女性が公的に社会活動できる数少ない場であり、多くのチャリティー団体では女性が極めて重要な役割を果たした。チャリティー団体は大英帝国の拡大とともに世界各地に創設されていった。
これら団体は組織的かつ計画的なチャリティー活動を実施し、チャリティーにあらたな局面をもたらした。また、その一方では、政府による社会福祉が次第に充実していき、チャリティーの組織化が民公両面で進んでいったのである。
20世紀に入ると公的な社会福祉が高度に整備されたため、民間のチャリティーは相対的に傍系へと置かれるようになった。しかし、民間チャリティーは公的社会福祉ではカバーできない分野を担っており、特にイギリスやアメリカでは社会の中で大きな役割を果たし続けている。

## 日本のチャリティー
日本では仏教公伝の後、飛鳥時代の頃に皇族を中心として慈善的な活動が行われたとする伝説があるが、本格的な活動は奈良時代の行基からと考えられている。行基は道路や橋といった交通施設や池・用水といった農業施設の建設など公益的な活動に携わった。
平安時代前期には、上流貴族が諸国で貧民救済政策をとる事例が比較的多く見られる。この時期の上流貴族の間では、儒教の精神に基づいて仁政を布くことが理想とされていたためである。
日本のチャリティー史上で特筆すべきは、鎌倉時代中期から後期にかけての叡尊と忍性、そして室町時代中期の願阿弥である。西大寺の僧であった叡尊は、当時賤視されつつあった非人の救済に生涯にわたって尽力した。忍性は社会から疎外されたハンセン病患者の救済に当たり、また医療施設を鎌倉極楽坂に設置して多くの病人の看護に努めた。室町中期に勧進聖として活躍した時宗僧の願阿弥は、応仁の乱前後に大飢饉が日本全国を襲った際、室町将軍足利義政の意を受け、京都を拠点として積極的な窮民救済活動を展開した。これら諸僧の他にも、社会福祉事業に大なり小なり尽力する仏教僧が中世日本には多数存在したが、反対に言えば当時の社会矛盾が大きかったことの表れでもあった。
明治時代になると、西洋からチャリティー精神が紹介され、キリスト教徒や実業家らによる、西洋流のチャリティーが展開していった。その後、財界においてチャリティー活動が活発化し、第二次世界大戦前までは、皇室と財閥が中心となって、日本のチャリティー活動を牽引した。戦後は日本国政府が福祉国家政策を推進し、チャリティー活動の相対的地位は低下した。
戦後の日本で行われている主なチャリティー活動には、歳末たすけあい運動・海外たすけあい運動、赤い羽根共同募金（毎年10～12月）、あしなが育英会（交通遺児への支援）、チャリティーショー・チャリティーコンサート、救世軍の「社会鍋」、大規模災害発生時の日本赤十字社や地方公共団体、マスコミ傘下の社会福祉事業団・基金など公的組織による募金（義援金）受付、インターネットを通じて行うクリック募金などがある。

## チャリティーに関する統計
イギリスの Charities Aid Foundationは2010年より毎年、世界寄付指数（World Giving Index）を発表している。

## チャリティー番組
テレビ・ラジオなどマスコミによるチャリティー活動も行われている。
日本におけるチャリティー番組
1962年に北海道で行われた『STVチャリティーショー』（札幌テレビ）がチャリティー番組の嚆矢とされており、1965年2月には在京キー局としては初となる『あゆみの箱チャリティーショー』（フジテレビ、小児麻痺改善）が放送された。
長時間にわたるチャリティー番組としては、1975年3月に1回だけ開催された『宮城まり子のチャリティーテレソン』（近畿放送（現・京都放送＝KBS京都））に始まり、さらに同年から『ラジオ・チャリティー・ミュージックソン』（ニッポン放送・NRN系列、視覚障害者福祉）、その翌1976年には『かたつむり大作戦』（KBS京都、交通遺児救済　2005年終了）、1978年から『24時間テレビ 「愛は地球を救う」』（日本テレビ・NNN/NNS系列）、2003年からは『24時間テレビ エロは地球を救う』（パラダイステレビ・スカパーJSAT、ストップエイズ・エイズ予防財団）が行われた。
日本国外のチャリティー番組
アメリカ合衆国『レイバー・デイ・テレソン』
イギリス『レッド・ノーズ・デイ』
その他
これ以外にも日本放送協会（NHK）と共同募金会、日本赤十字社が「NHK歳末・海外たすけあい」を年末に共同で実施しているほか、サザエさん募金（フジテレビ・FNN/FNS系列）やドラえもん募金（テレビ朝日・ANN系列）など、国内外の大規模災害発生時に一時的にテレビ局が銀行口座などを開設した上でニュース番組などで募金を呼びかける場合もある。

## チャリティー・コンサート
- Dream Power ジョン・レノン スーパー・ライヴ - 2001年から毎年開催されているチャリティ・コンサート。コンサートの収益金から、教育機会に恵まれない世界の子どもたちの学校建設資金を寄付する。